# Гулой
Гулой (ингуш. ГӀулой) — ингушский тайп, состоящий из 5 патронимий/фамилий. Происходит из средневекового селения Гул горной Ингушетии. Тайп входит в тайповое сообщество Мержой и этнотерриториальный союз Орстхой.

## Название
Название тайпа восходит к наименованию их родового селения — Гул. 
Представители тайпа носят различные фамилии, например, «Гулоевы»/«Гулиевы», наименование которой производно от ингушского названия тайпа — «ГӀулой», либо фамилии, названия которых производны от наименований около 5 ветвей/патронимий из которых состоит тайп, например, «Хучбаровы», на ингушском — «Хучбаранаькъан» и другие.

## Состав
Тайп Гулой включает в себя следующие фамилии:
- Абадиевы (Абаьданаькъан)
- Базиевы (Базенаькъан)
- Гациевы (Гаценаькъан)
- Нагадиевы
- Хучбаровы (Хучбаранаькъан)

## История
Представители фамилий из тайпа Гулой являются выходцами из селения Гул горной Ингушетии. Их предки являлись воинами и искусными охотниками. Вплоть до середины XIX века добывали свинцово-серебряные руды, которые использовались для приготовления пуль, украшений, часть из них шла на продажу или обмен с соседями. Известным выходцем из селения Гул являлся абрек Ахмед Хучбаров, который на протяжении 26 лет осуществлял вооруженное сопротивление регулярным войскам и специальными частям НКВД, которые в годы которые в годы высылки (1944—1956) зачищали горы от вайнахов.
Ахмад Сулейманов привёл тайп гулой среди ауховских. Южнее с. Банай-Аух Ахмад Сулейманов зафиксировал два топонима Гулайкодкело (чечен. ГӀулайкӀодкӀело) и Гулойбердкело (чечен. ГӀулойбердкӀело) которых он связывает с тайпом гулой.